# Mein rasend Herz
Mein rasend Herz (с нем. — «Моё неистовое сердце») — пятый студийный альбом немецкой фолк-метал группы In Extremo.

## История создания
Осенью 2004 года группа снова отправилась в Principal Studio в Мюнстерланде, чтобы, наконец, полностью завершить запись альбома. На этот раз работа над песнями шла невероятно трудно, группа не могла как следует сосредоточиться, однако в Мюнстерланде, на природе, работа пошла несколько лучше. Ещё одна трудность состояла в том, что басист Кай Люттер жил в Малайзии, и на начальном этапе обмениваться идеями и наработками приходилось через интернет.
В Principal Studio он прибыл вместе со всеми. Песня «Liam», записанная одной из первых, была изначально написана на немецком языке, после чего в студию был приглашён вокалист немецкой поп-рок-группы Reamonn Рей Гарви. Как оказалось, его бабушка владеет гэлльским языком, и потому ей позвонили по телефону и перевели песню на этот язык. Именно гэлльский вариант и вошёл в окончательную версию альбома.
Немецкоязычная песня стала бонус-треком, позднее именно её исполнили на Bundesvision Song Contest, что принесло In Extremo третье место. Заглавная песня альбома, «Rasend Herz», была посвящена вокалисту группы Михаэлю Райну и подарена ему на день рождения Dr. Pymonte. «Macht und Dummheit» — единственная (до 2016 года) песня группы о политике, поскольку сама группа эту тему искренне не любит и предпочитает держаться от неё подальше.
«Singapur» была написана Каем Люттером и повествует о тоске по дому. «Nur ihr allein» — своеобразное посвящение поклонникам, благодарность за поддержку. На неё был снят видеоклип о приключениях японцев в Берлине. Ещё один клип был записан на песню «Horizont», повествующей о раскаянии и самоубийстве. Песня в альбоме была спета дуэтом с Мартой Яндовой из Die Happy!, в клипе снялась дочь Михаэля Райна. Народную песню «Poc Vecem» группа спела с Робертом Бекманом, музыкантом из The Inchtabokatables.
Тур стартовал в Германии после выхода альбома и длился в течение 2005—2006 годов. В сентябре 2005 года группа выступила в Берлине, где записала свой второй концертный DVD. В 2006 году In Extremo впервые посетили Россию, дав концерт в Москве, в клубе «Точка».

## Композиции
| №   | Название                | Длительность |
| --- | ----------------------- | ------------ |
| 1.  | «Raue See»              | 4:29         |
| 2.  | «Horizont»              | 3:37         |
| 3.  | «Wessebronner Gebet»    | 4:25         |
| 4.  | «Nur ihr allein»        | 3:53         |
| 5.  | «Fontaine la Jolie»     | 4:40         |
| 6.  | «Macht und Dummheit»    | 4:10         |
| 7.  | «Tannhuser»             | 3:12         |
| 8.  | «Liam»                  | 3:49         |
| 9.  | «Rasend Herz»           | 4:05         |
| 10. | «Singapur»              | 3:53         |
| 11. | «Poc Vecem»             | 4:37         |
| 12. | «Spielmann»             | 3:31         |
| 13. | «Liam (German version)» | 3:51         |

- «Wessebronner Gebet» — «Вессебронская молитва», одно из самых ранних известных поэтических произведений на древневерхненемецком. Предполагаемая дата создания — конец VIII века.
- «Fontaine la Jolie» — французская народная песня.
- «Tannhuser» — песня знаменитого рыцаря Тангейзера (XII в).
- «Poc Vecem» — песня на окситанском языке авторства Пьера Видаля (XII—XIII в).

Позднее на синглах вышли песни «Spielmanns Wiederkehr» и «Captus Est», более нигде не издававшиеся. Последняя представляет собой отрывки из поэм 70 и 87 из сборника Carmina Burana.
Почти все песни из альбома игрались на концертах, включая «Captus est», исполнявшуюся на концертах тура Mein rasend Herz. Не исполнялись лишь «Fontaine la Jolie» и «Tannhuser».

## Отзывы критиков
- Альбом занял 3 место в немецких чартах, 22 в австрийских и 40 — в швейцарских.
- 17 января 2017 года альбом получил статус золотого (от 100 000 проданных копий).

## Состав записи
- Михаэль Райн — вокал, цистра, губная гармошка
- Dr. Pymonte — волынка, шалмей, арфа, флейта
- Yellow Pfeiffer — волынка, шалмей, флейта, никельхарпа
- Flex der Biegsame — волынка, шалмей, флейта, ирландская волынка
- Van Lange — гитара
- Die Lutter — бас-гитара, трумшайт
- Der Morgenstern — ударные, перкуссия, литавры